# Radzyń Chełmiński
Radzyń Chełmiński (niem. Rehden, daw. Radzyn) – miasto w północnej Polsce, w województwie kujawsko-pomorskim, w powiecie grudziądzkim, siedziba gminy miejsko-wiejskiej Radzyń Chełmiński. Położone jest na Pojezierzu Chełmińskim, 15 km na wschód od Grudziądza, przy drodze do Wąbrzeźna. W latach 1975–1998 miasto administracyjnie należało do woj. toruńskiego. Radzyń Chełmiński jest siedzibą sołectwa Radzyń Chełmiński, obejmującego oprócz obszaru miasta również wieś Rozental.
Według danych GUS z 31 grudnia 2021 r. Radzyń Chełmiński liczył 1777 mieszkańców.
Miejsce obrad sejmików województwa chełmińskiego do lat 30. XVII wieku, później sejmików deputackich i sejmików gospodarskich.

## Historia

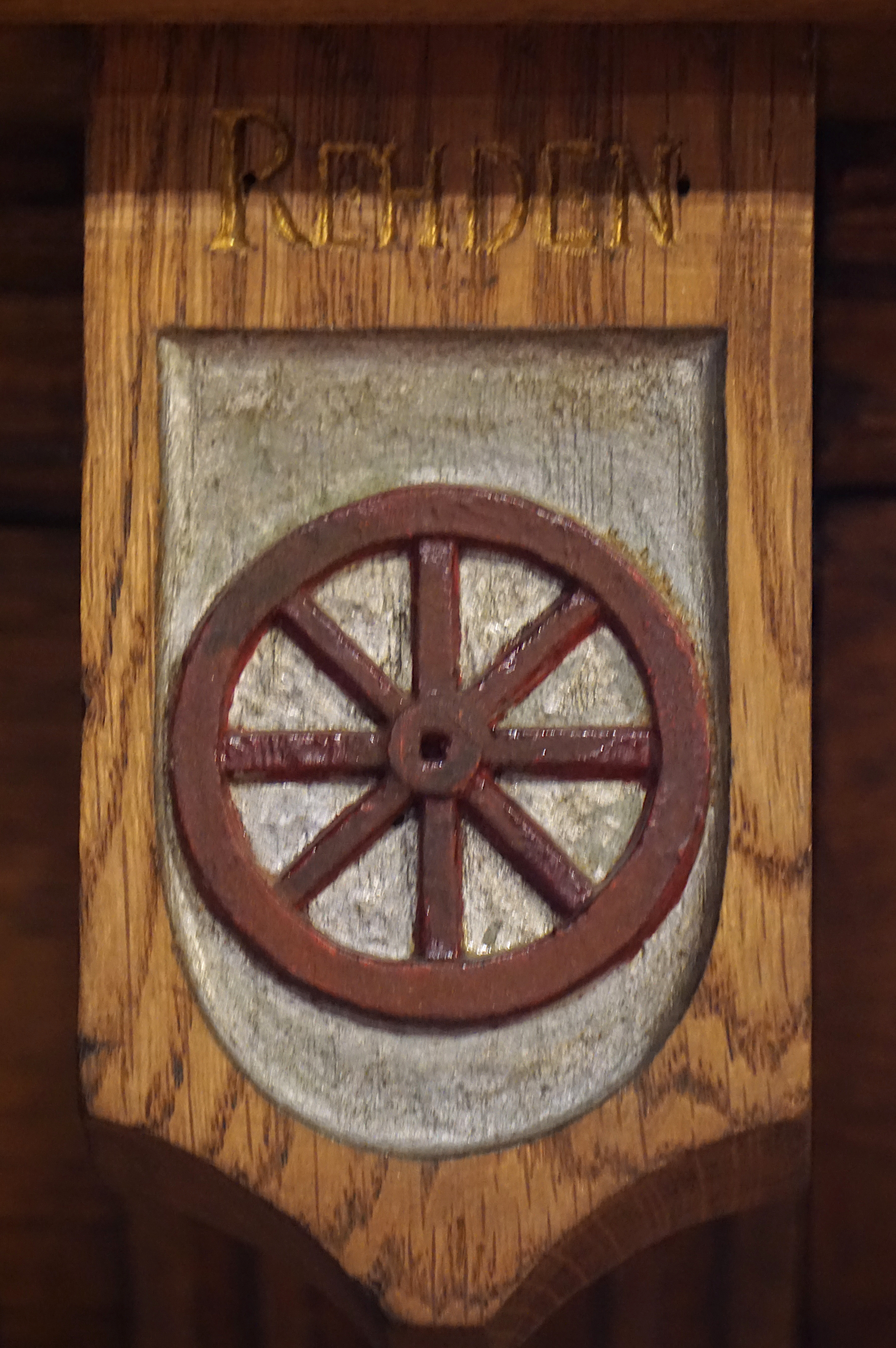
Herb Radzynia Chełmińskiego w sali plenarnej staromiejskiego ratusza w Gdańsku

W XI wieku tereny Ziemi chełmińskiej wchodziły w skład państwa Bolesława Chrobrego i Mieszka II. W 1224 wzmiankowano miejscowość [...]Razyn cum attinentiis suis[...]. Tutejszy gród został zdobyty przez Krzyżaków po 1231 roku. W 1234 roku Piotr z Dusburga napisał o budowie na granicy z Pomezanią krzyżackiego zamku castri de Redino. Krzyżacy po 1310 roku wybudowali tu murowany zamek będący siedzibą komtura. Prawa miejskie (chełmińskie) otrzymał w 1234 roku. W dniu 24 lutego 1397 roku założono tu Towarzystwo Jaszczurcze. W roku 1440 był jednym z miast-założycieli Związku Pruskiego. W roku 1466 teren ten powrócił w granice Polski i Radzyń został siedzibą starosty niegrodowego. W latach 1772–1920 pod zaborem pruskim. Z Radzyniem Chełmińskim związany jest przedstawiciel znanego rodu Kostków herbu Dąbrowa, Stanisław Bolesław Kostka (pochodzący z Kościerzyny, która uwieczniła go na tablicy pamiątkowej), syn Jana Jakuba i Apolonii Pałubickiej – członek zarządu miejscowego Banku Ludowego, w latach 1907 i 1912 delegat Prus Królewskich do parlamentu w Berlinie, w 1920 roku komisaryczny burmistrz Radzynia Chełmińskiego.

## Demografia

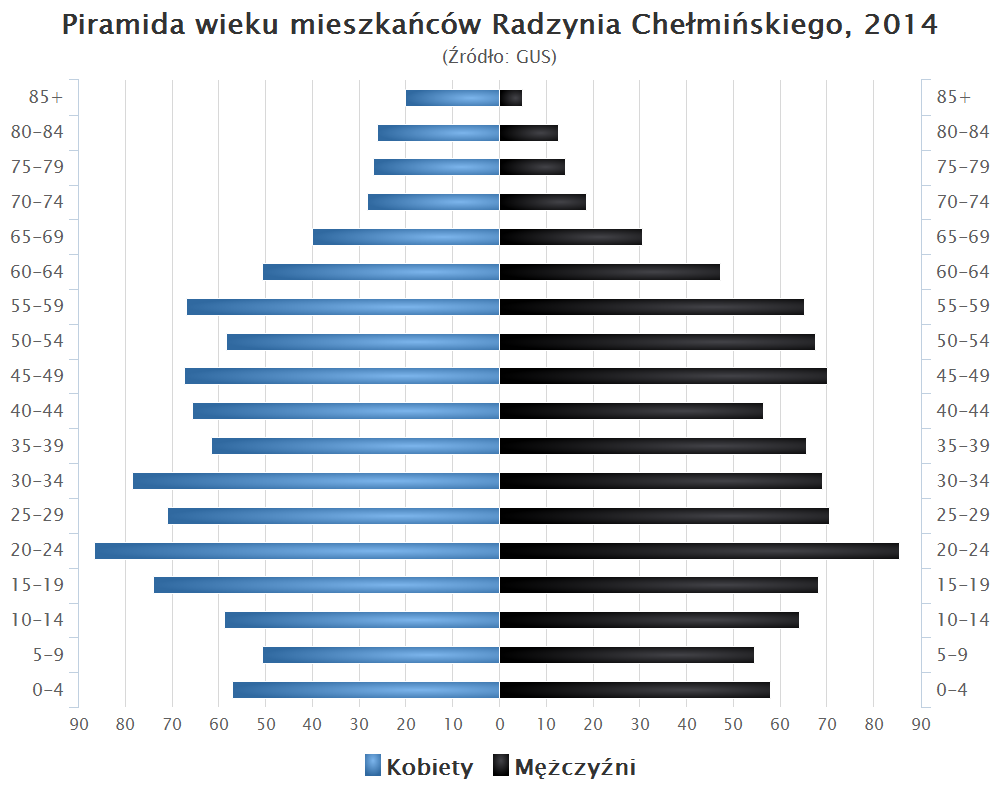
Piramida wieku mieszkańców Radzynia Chełmińskiego w 2014 roku

## Zabytki

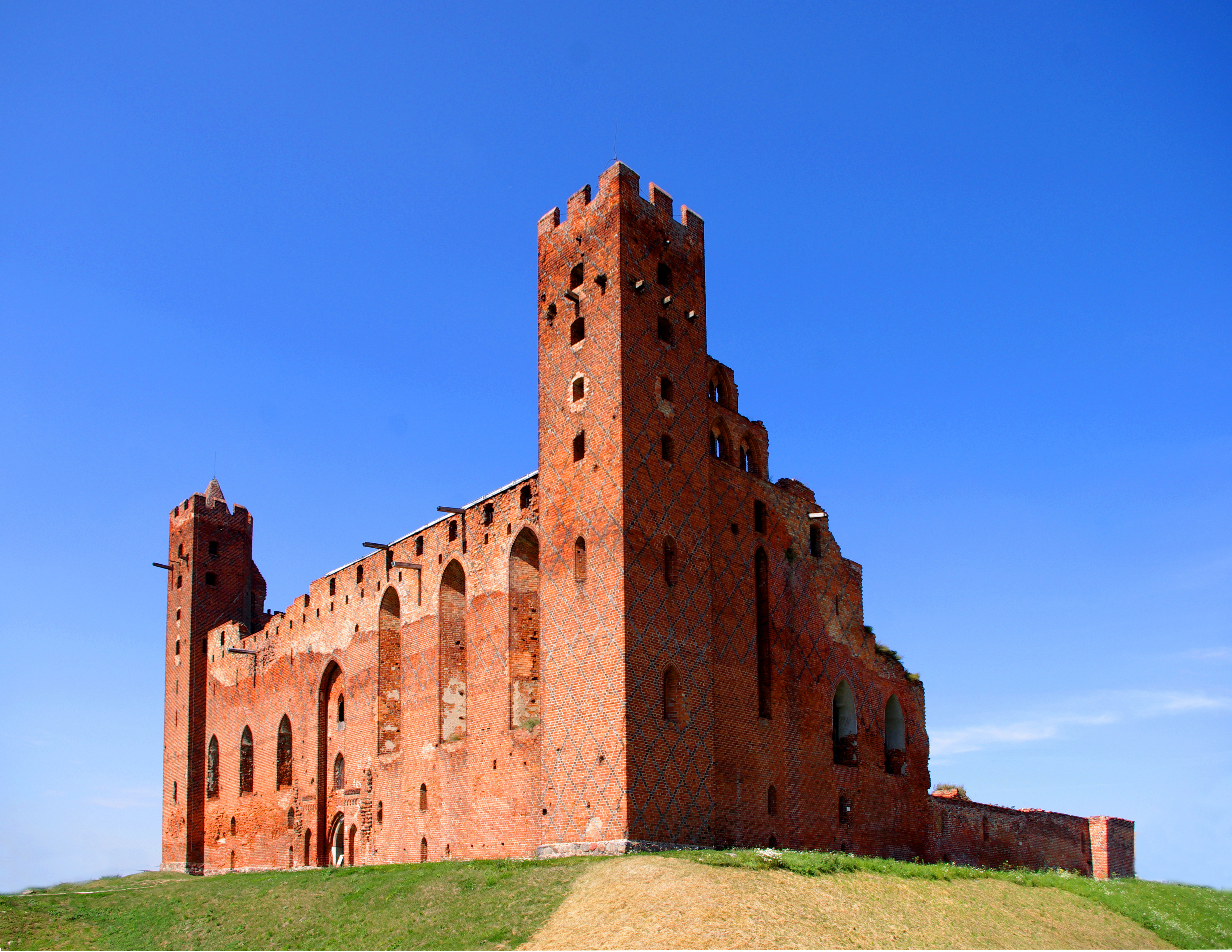
Ruiny zamku krzyżackiego z basztami

- Pozostałości dawnego grodziska chełmińskiego użytkowanego jako gród obronny od IX/X wieku do około połowy XIII w., od XIX w. cmentarz ewangelicki (obecnie zdewastowany).
- Zamek krzyżacki (w ruinie), gotycki, ceglany zbudowany w latach 1310–1330[8].
- Gotycki kościół parafialny pw. św. Anny, wzniesiony w pierwszej połowie XIV wieku mury prezbiterium podwyższono na przełomie XV/XVI w., wtedy też wzniesiono szczyt wschodni Mury nawy podwyższono po pożarze w 1571 r., dodając szczyt zachodni i kaplicę Dąbrowskich. Po kolejnym pożarze w 1615 r. odbudowany w latach 1640–1680, restaurowany w końcu XIX i pod koniec XX wieku. Gotycki, jednonawowy, z prostokątnym prezbiterium i wieżą dobudowaną od strony południa. Spośród wyposażenia wnętrza wyróżnia się obraz Bartłomieja Strobla Koronacja Marii ze św. Łukaszem i św. Mikołajem z 1643 r. Za prace jego warsztatu uważane są malowidła na stropie prezbiterium. Dekoracja stropu nawy pochodzi z około 1680 r. Wyposażenie wnętrza jest przeważnie barokowe.
- Na cmentarzu na południowy zachód od miasta gotycka kaplica św. Jerzego (dawniej szpitalna) z około 1340 r., przebudowana w XV wieku, odnowiona w 1851 r.
- Synagoga z końca XIX wieku.
- Dwór „Na Zielonym Wzgórzu”, drewniany konstrukcji zrębowej z przełomu XVIII i XIX wieku, na starszych piwnicach, w otoczeniu parku.
- Zabudowa miejska – liczne domy drewniano-murowane i murowane z końca XVIII – początku XX wieku (m.in. pl. Towarzystwa Jaszczurczego 4, 5, 11, 12, 16, 17, 18, 26, 28, 29, 30, 31 i 32).
- Drewniany dom z 1838 r. przy ul. Waryńskiego.
- Kapliczki przydrożne z ok. połowy XIX wieku, na południowy zachód od miasta.

## Oświata
W mieście znajduje się Zespół Szkół (wcześniej (przed likwidacją) było jeszcze gimnazjum im. Jana Pawła II)

## Filmy realizowane w Radzyniu Chełmińskim
Radzyń Chełmiński oraz Malbork były głównymi planami serialu telewizyjnego Samochodzik i templariusze z 1971 (premiera w 1972), w reżyserii Huberta Drapelli.